# Gouvernement Orbán IV
Pour les articles homonymes, voir gouvernement Orbán.
Hongrie
Orbán III Orbán V
Le gouvernement Orbán IV (en hongrois : Negyedik Orbán-kormány) est le gouvernement de la Hongrie du  18 mai 2018 au 24 mai 2022, durant la 8e législature de l'Assemblée nationale.
Il est dirigé par Viktor Orbán, vainqueur des élections législatives avec une majorité des deux tiers pour la troisième fois consécutive. Reposant sur une coalition de droite, il succède au gouvernement Orbán III.

## Historique
Dirigé par le Premier ministre national-populiste sortant Viktor Orbán, ce gouvernement est constitué et soutenu par une coalition de droite entre le Fidesz-Union civique hongroise (Fidesz-MPSZ) et le Parti populaire démocrate-chrétien (KDNP). Ensemble, ils disposent de 133 députés sur 199, soit 66,8 % des sièges de l'Assemblée nationale.
Il est formé à la suite des élections législatives du 8 avril 2018.
Il succède donc au gouvernement Orbán III, constitué et soutenu par une coalition identique.

### Formation
Lors du scrutin, marqué par un taux de participation record depuis 2002, le Fidesz et son allié remportent 48,5 % des suffrages exprimés. Cette progression de quatre points leur permet de confirmer leur majorité des deux tiers. Le parti au pouvoir devient ainsi la première formation politique hongroise à s'imposer trois fois consécutivement aux élections législatives, depuis la chute du communisme.
Le 7 mai suivant, le président de la République János Áder confie à Orbán le soin de former le nouveau gouvernement hongrois. Il est confirmé dans ses fonctions de Premier ministre trois jours plus tard par un vote de l'Assemblée nationale, où il recueille 134 voix favorables et 28 suffrages défavorables. Il est aussitôt assermenté.
Les 13 ministres, dont une femme, du nouvel exécutif sont officiellement nommés une semaine plus tard, le 18 mai, par le président Áder.

### Succession
Au cours des élections législatives hongroises de 2022, Viktor Orbán remporte un quatrième mandat consécutif. Orbán est réélu par le Parlement le 16 mai et assermenté le jour même. Son cinquième gouvernement prend ses fonctions le 24 mai suivant.

## Composition
- Les nouveaux ministres sont indiqués en gras, ceux ayant changé d'attributions en italique.

| Portefeuille | Titulaire | Titulaire                                   | Parti  |
| --- | --------- | ------------------------------------------- | ------ |
| Premier ministre |           | Viktor Orbán                                | Fidesz |
| Vice-Premier ministre Chargé de la Politique nationale |           | Zsolt Semjén                                | KDNP   |
| Vice-Premier ministre Ministre de l'Intérieur |           | Sándor Pintér                               | Sans   |
| Vice-Premier ministre Ministre des Finances |           | Mihály Varga                                | Fidesz |
| Ministre, directeur de cabinet du Premier ministre |           | Antal Rogán                                 | Fidesz |
| Ministre, directeur des services du Premier ministre |           | Gergely Gulyás                              | Fidesz |
| Ministre des Affaires étrangères et du Commerce |           | Péter Szijjártó                             | Fidesz |
| Ministre de la Justice |           | László Trócsányi (jusqu'au 30/06/2019)      | Sans   |
| Ministre de la Justice |           | Judit Varga                                 | Fidesz |
| Ministre des Ressources humaines |           | Miklós Kásler                               | Fidesz |
| Ministre de l'Innovation nationale et de la Technologie |           | László Palkovics                            | Sans   |
| Ministre de l'Agriculture |           | István Nagy                                 | Fidesz |
| Ministre de la Défense |           | Tibor Benkő                                 | Sans   |
| Ministre sans portefeuille Chargé de l'Aménagement du territoire, des Travaux publics et de la Construction de deux réacteurs de la centrale nucléaire de Paks |           | János Süli                                  | KDNP   |
| Ministre sans portefeuille Chargée du Développement des villes-comtés                                                                                          |           | Andrea Bártfai-Mager                        | Sans   |
| Ministre sans portefeuille Chargée de la Famille |           | Katalin Novák (du 01/20/2020 au 31/12/2021) | Fidesz |